# Pier Carlo Masini
Pier Carlo Masini (ur. 26 marca 1923 w San Casciano in Val di Pesa, zm. 19 sierpnia 1998 we Florencji) – włoski socjalista, anarchista, historyk i dziennikarz.
W młodości - za czasów Mussoliniego - należał do grup anty-faszystowskich i socjalistycznych. W 1942 został aresztowany i skazany na 2 lata więzienia. Po roku został wypuszczony i nawiązał kontakt z Włoską Partią Komunistyczną. W czasie działań wojennych w Toskanii w 1943 otrzymał nominację na wiceburmistrza San Casciano in Val di Pesa. Jednakże szybko odsunął się od komunistów z powodu swoich anarchistycznych poglądów.
Od 1945 wydawał jedne z pierwszych anarchistycznych czasopism w powojennych Włoszech: "Passione rivoluzionaria" oraz "Alba dei Liberi". Brał udział w kongresie anarchistów w Faenza. Rozpoczął współpracę z pismem Umanità Nova i stał się jednym z aktywnych działaczy Międzynarodówki Federacji Anarchistycznych.
Po rozłamie w ruchu anarchistycznym zakładał Gruppi Anarchici d'Azione Proletaria (GAAP) oraz czasopismo "L'Impulso". Pod koniec lat 50. przyłączył się do Włoskiej Partii Socjalistycznej.
Jako historyk zajmował się badaniami nad dziejami anarchizmu we Włoszech. Napisał m.in. Storia degli anarchici italiani. Da Bakunin a Malatesta (wyd. 1959) oraz Storia degli anarchici italiani nell'epoca degli attentati (wyd. 1981).